# Lindingaspis penniseti
Lindingaspis penniseti är en insektsart som beskrevs av Hall 1946. Lindingaspis penniseti ingår i släktet Lindingaspis och familjen pansarsköldlöss.
Artens utbredningsområde är Uganda. Inga underarter finns listade i Catalogue of Life.